# Nahe (Holsten)
 For alternative betydninger, se Nahe. (Se også artikler, som begynder med Nahe)
Nahe er en by og en kommune i det nordlige Tyskland, beliggende i Amt Itzstedt i den sydlige del af Kreis Segeberg. Kreis Segeberg ligger i den sydøstlige del af delstaten Slesvig-Holsten. Nahe var før 1970 centrum i det daværende Amt Nahe.

## Geografi
Nahe ligger ved Bundesstraße B 432, den gamle vejforbindelse mellem Hamborg og Bad Segeberg.
Fra 1907 til 1973 gik jernbanen Elmshorn-Barmstedt-Oldesloe (EBO) gennem Nahe, hvor der var station. På den tidligere jernbane er der i dag en cykel- og vandresti.